# راجرز، تگزاس
راجرز (به انگلیسی: Rogers) یک شهر در ایالات متحده آمریکا است که در شهرستان بل، تگزاس واقع شده‌است. راجرز ۲٫۷ کیلومتر مربع مساحت و ۱٬۲۱۸ نفر جمعیت دارد و ۱۶۶ متر بالاتر از سطح دریا واقع شده‌است.